# Délégation générale à l'informatique
 (mars 2014).
Si vous disposez d'ouvrages ou d'articles de référence ou si vous connaissez des sites web de qualité traitant du thème abordé ici, merci de compléter l'article en donnant les références utiles à sa vérifiabilité et en les liant à la section « Notes et références ».
La Délégation générale à l'informatique est une instance créée en septembre 1966 dans le cadre du Plan Calcul pour stimuler la production de logiciels et de matériels informatiques. L'un de ses premiers animateurs fut le gaulliste Robert Galley.

## Histoire
Le gouvernement avait une expérience de ce type d'instance depuis la création en 1961 de la Délégation générale à la recherche scientifique et technique, elle aussi rattachée aux services du Premier ministre. La DGI est fondée  à la suite du rapport de François-Xavier Ortoli, directeur de cabinet du Premier ministre Georges Pompidou.
Maurice Allègre, responsable avec André Danzin du Plan Calcul, fut l’élève du prix Nobel d’économie Maurice Allais, "chantre du libéralisme" mais estimant que "même dans un régime très libéral", l'économie avait besoin d'un "peu de protectionnisme pour renforcer certains secteurs stratégiques, à condition de ne pas le faire éternellement". Sa Délégation générale à l'informatique]employait au total "une quarantaine de personnes ultra motivées" et proposait une politique industrielle inspirée du "fameux" Miti japonais, fondé en 1949, "chef d’orchestre de la croissance japonaise" des années 1950-1980,  considéré comme la "mère poule" de l'industrie (Sangyô no Kyoiku Mama, en japonais), en particulier pour "les industries naissantes" et plus généralement pour le  "leadership scientifique et technologique", qui a permis au pays de rejoindre  le club des nations industrialisées. Elle a ainsi lancé le premier "plan composants électroniques numériques", qui n’eut pas de successeur, le dossier étant récupéré sans consultation par une des directions du Ministre de l’industrie.
Selon Maurice Allègre, "à l’époque, les ingénieurs avaient encore leur mot à dire", en tant « grands commis de l’État » à qui la république doit tant, mais faire collaborer université et industrie "était considéré comme impur par les gens du CNRS", alors que Le Monde diplomatique de décembre 1968 publie un numéro spécial détaillant l’effort du plan-calcul et les "effets d’entraînement suscités grâce à ses nombreuses utilisations".
Le rôle de la Délégation générale à l'informatique est d'inciter les investisseurs à faire un effort de rattrapage dans le domaine de l'informatique, en pilotant le Plan Calcul, à une époque où Bull n'investit que 6 % à 7 % de ses ventes en recherche contre 20 % pour la CII, la société soutenue par la DGI, via des subventions.
La DGI travaillait en lien avec la commission permanente de l’électronique du plan (Copep) qui fut un "lieu de réflexion et d’échange" très utile mais s'est heurtée selon Maurice Allègre à des marques d’incrédulité lors de la présentation d'un "rapport sur l’électronique automobile" qui a suscité l'incrédulité.
Le 30 mai 1968, Robert Galley accède à un poste ministériel. Son adjoint, Maurice Allègre, devient délégué à l'informatique à sa place. Il a pour adjoint Michel Monpetit, qui sera ensuite directeur adjoint de l'IRIA, décédé en 1976 dans un accident de voiture, dont le nom sera donné au Prix Monpetit, créé pour récompenser un chercheur ou un ingénieur pour ses travaux dans le domaine des mathématiques appliquées ou de l'informatique. 
Le 2 octobre 1974, cinq mois après son élection, Valéry Giscard d'Estaing décide la suppression de la Délégation générale à l’informatique et le remplacement par une nouvelle DIELI (Direction des industries électroniques et de l'informatique), au champ plus vaste, incluant l'électronique, mais aux pouvoirs plus modestes.

## Arts et littérature
La Délégation générale à l'informatique et sa figure principale Maurice Allègre apparaissent à de nombreuses reprises dans Comédies françaises, un roman-enquête d’Éric Reinhardt publié en 2020 aux Éditions Gallimard. Le roman-enquête, consacré au lobbying, est une fiction-enquête, évoquant comment Ambroise Roux patron de la CGE a obtenu du président Valéry Giscard d'Estaing en 1974-1975, au début des surfacturations aux PTT, l'abandon du plan Calcul, d'Unidata, de la Délégation générale à l'informatique et du réseau Cyclades.